# استان پیورا
استان پیورا (به اسپانیایی: Provincia de Piura) یک استان در پرو است که در منطقه پیورا واقع شده‌است. استان پیورا ۶٬۲۱۱٫۶۱ کیلومتر مربع مساحت و ۶۴۲٬۴۲۸ نفر جمعیت دارد و ۲۹ متر بالاتر از سطح دریا واقع شده‌است.